# Abrotanella
Abrotanella és un gènere de plantes angiospermes de la família de les asteràcies (Asteraceae). Són plantes natives de Nova Guinea, el sud-est d'Austràlia, Nova Zelanda i el sud de Xile i Argentina.

## Descripció
Són plantes herbàcies perennes, molt petites, que poden créixer molt juntes formant coixinets. Les fulles són sèssils, glabres, amb el marge sencer, coriàcies o carnoses i es disposen de manera alternada. Les flors es troben agrupades en capítols solitaris, són blanquinoses, verdoses, grogues, vermelles o de color porpra. Les flors interiors són masculines o hermafrodites i el tub acaba amb quatre lòbuls. Les flors exteriors són femenines. El fruit és un aqueni sense papus.

## Taxonomia
Aquest gènere va ser publicat per primer cop l'any 1825 al 36è volum de l'obra Dictionnaire des Sciences Naturelles, dans lequel on traite méthodiquement des différens êtres de la nature, considérés soit en eux-mêmes, d'aprés l'état actuel de nos connoissances, soit relativement à l'utilité quén peuvent retirer la médecine, l'agriculture, le commerce et les arts pel botànic francès Alexandre Henri Gabriel de Cassini (1781-1832).

### Espècies
Dins del gènere Abrotanella es reconeixen les 22 espècies següents:
- Abrotanella caespitosa Petrie ex Kirk
- Abrotanella diemii Cabrera
- Abrotanella emarginata (Gaudich.) Cass.
- Abrotanella fertilis Swenson
- Abrotanella filiformis Petrie
- Abrotanella forsteroides (Hook.f.) Benth.
- Abrotanella inconspicua Hook.f.
- Abrotanella linearifolia A.Gray
- Abrotanella linearis Berggr.
- Abrotanella muscosa Kirk
- Abrotanella nivigena (F.Muell.) F.Muell.
- Abrotanella papuana S.Moore
- Abrotanella patearoa Heads
- Abrotanella purpurea Swenson
- Abrotanella pusilla (Hook.f.) Hook.f.
- Abrotanella rostrata Swenson
- Abrotanella rosulata Hook.f.
- Abrotanella scapigera F.Muell. ex Benth.
- Abrotanella spathulata Hook.f.
- Abrotanella submarginata A.Gray
- Abrotanella trichoachaenia Cabrera
- Abrotanella trilobata Swenson